# Bożena Dziemidok-Olszewska
Bożena Ewa Dziemidok-Olszewska – polska politolog, profesor nauk humanistycznych.

## Życiorys
W 1983 r. ukończyła studia prawa na Uniwersytecie Marii Curie-Skłodowskiej w Lublinie, w 1992 r. obroniła pracę doktorską pt. Unia na rzecz Demokracji Francuskiej w systemie politycznym V Republiki, której promotorem był prof. Marek Żmigrodzki, w 2004 r. habilitowała się. W 2013 r. uzyskała tytuł profesora nauk humanistycznych.
Została pracownikiem naukowym w Wyższej Szkole Biznesu im. Biskupa Jana Chrapka w Radomiu, na Uniwersytecie Marii Curie-Skłodowskiej w Lublinie, w Wyższej Szkole Przedsiębiorczości i Administracji w Lublinie, w Wyższej Szkole Ekonomii i Innowacji w Lublinie, oraz w Wyższej Szkole Dziennikarskiej im. Melchiora Wańkowicza w Warszawie.